# Akihiro Maruyama
Akihiro Maruyama (Nagasaki, 15 maggio 1935) è un comico, attore, doppiatore e drag queen giapponese.

## Biografia
Nato a Nagasaki, lui e la sua famiglia si trasferirono dopo il lancio della bomba atomica sulla città.
Ha debuttato nel mondo dello spettacolo esibendosi come drag queen. Dopo un primo periodo, ha adottato Akihiro Miwa come suo nome d'arte.
Ha lavorato anche come doppiatore: il ruolo più noto è in Pokémon: Arceus e il Gioiello della Vita, dove presta la propria voce all'omonimo protagonista.
È conosciuto anche per aver lavorato in alcuni film d'animazione di Hayao Miyazaki per lo Studio Ghibli, nei quali ha doppiato diversi personaggi.

## Vita privata
Era sposato e ha avuto due figli.

## Filmografia parziale

### Attore
- La lucertola nera (1968)
- La magione della rosa nera (1969)

### Doppiatore
- Princess Mononoke - Moro
- Il castello errante di Howl - Strega
- Pokémon: Arceus e il Gioiello della Vita - Arceus